# Jagodowa Skała
Jagodowa Skała (niem. Beerstein, Jagodna Skała) – skała w Masywie Śnieżnika, w Sudetach.
Mierzy kilkanaście metrów wysokości i jest zbudowana z gnejsu. Znajduje się na południowym zboczu wzniesienia Szeroka Kopa (Góry Bialskie) nad doliną potoku Nowinka w lesie regla dolnego.